# Ruben Vargas
Ruben Estephan Vargas Martinez (sinh ngày 5 tháng 8 năm 1998) là một cầu thủ bóng đá người Thụy Sĩ thi đấu ở vị trí tiền đạo cánh cho FC Augsburg và đội tuyển quốc gia Thụy Sĩ.

## Sự nghiệp
Vargas có trận đấu chuyên nghiệp đầu tiên cho FC Luzern trong trận hòa 1-1 cùng với FC Zürich vào ngày 27 tháng 8 năm 2017.
Anh ký hợp đồng 5 năm với Augsburg vào mùa hè năm 2019, và trở thành cầu thủ gốc Dominica đầu tiên thi đấu tại Bundesliga. Anh đã ghi bàn thắng đầu tiên trong trận đấu thứ 2 của mình, trước Union Berlin.

### Bàn thắng quốc tế
Bàn thắng và kết quả của Thụy Sĩ được để trước.
| #  | Ngày                 | Địa điểm                         | Đối thủ   | Bàn thắng | Kết quả | Giải đấu                      |
| -- | -------------------- | -------------------------------- | --------- | --------- | ------- | ----------------------------- |
| 1. | 18 tháng 11 năm 2019 | Sân vận động Victoria, Gibraltar | Gibraltar | 2–0       | 6–1     | Vòng loại UEFA Euro 2020      |
| 2. | 31 tháng 3 năm 2021  | Kybunpark, St. Gallen, Thụy Sĩ   | Phần Lan  | 2–2       | 3–2     | Giao hữu                      |
| 3  | 1 tháng 9 năm 2021   | St. Jakob-Park, Basel, Thụy Sĩ   | Hy Lạp    | 2–1       | 2–1     | Giao hữu                      |
| 4  | 15 tháng 11 năm 2021 | Swissporarena, Lucerne, Thụy Sĩ  | Bulgaria  | 2–0       | 4–0     | Vòng loại FIFA World Cup 2022 |
| 5  | 28 tháng 3 năm 2023  | Stade de Genève, Geneva, Thụy Sĩ | Israel    | 1–0       | 3–0     | Vòng loại UEFA Euro 2024      |
| 6  | 15 tháng 11 năm 2023 | Pancho Aréna, Felcsút, Hungary   | Israel    | 1–0       | 1–1     | Vòng loại UEFA Euro 2024      |
| 7  | 18 tháng 11 năm 2023 | St. Jakob Park, Basel, Thụy Sĩ   | Kosovo    | 1–0       | 1–1     | Vòng loại UEFA Euro 2024      |
| 8  | 29 tháng 6 năm 2024  | Olympiastadion, Berlin, Đức      | Ý         | 2–0       | 2–0     | UEFA Euro 2024                |

## Đời sống cá nhân
Vargas sinh ra ở Adligenswil, Thụy Sĩ. Anh có bố là người Dominican và mẹ là người Thụy Sĩ.